# Arkeologstigen i Jävre
Arkeologstigen i Jävre i Hortlax socken i Piteå kommun i Norrbotten är en markerad vandringsled som utgår från södra delen av Jävre och slutar vid E4 två kilometer söder om Jävre. På vägen passerar man Sveriges nordligaste och Norrbottens största gravfält.  
På norra sluttningen av Lillberget finns ett gravfält som består av fem gravrösen från bronsåldern inom ett hundra meter långt område. Det största röset är elva meter i diameter och 1,6 meter högt. Ett röse är skeppsformat, tio meter långt och 4,5 meter brett. Söder om denna grupp ligger på krönet av Högberget ett stort röse som är 18 meter i diameter och 1,7 meter högt. Intill röset finns en åtta meter stor labyrint som daterats till 1200-talet. Från det kalspolade Högberget har man en magnifik utsikt över kusten. Sydöst om Högberget ligger Sandholmsberget där fler gravrösen samt några stensättningar från järnåldern finns. Därtill finns ett uppallat block, det vill säga ett stenblock som lagts på tre mindre stenar. Graven benämns Liggande hönan och har också tolkats som en offerplats. Strax nedanför Sandholmsberget vid E4:an finns en parkeringsplats. Utmed Arkeologstigen finns det flera rastställen och utsiktsplatser. Informationstavlor beskriver de olika sevärdheterna. 
Ett unikt fornfynd av brons, det så kallade Jävresmycket, hittades på Bokmyrberget. Det anses härstamma från Volga-Kama-området i Sydryssland och är daterat till äldre järnåldern, cirka år 300–500 e. Kr. Det visar att människorna från östra och västra sidan av Bottenviken tidigt stått i förbindelse med varandra. 

## Fotnoter
1. ↑  Riksantikvarieämbetet FMIS 50:2
2. ↑  Riksantikvarieämbetet FMIS 72:1
3. ↑  Riksantikvarieämbetet FMIS 76:2